# Законодательная ассамблея Сальвадора
Законодательная ассамблея Республики Сальвадор (исп. Asamblea Legislativa de la República de El Salvador) — однопалатный высший законодательный орган (парламент) Сальвадора.

## Состав
Ассамблея включает 84 депутатов, избираемых прямым голосованием по партийным спискам. 64 места представляют 14 департаментов Сальвадора, остальные выбираются по общегосударственным спискам.
По результатам выборов 2021 года в Законодательной ассамблее Сальвадоре представлены следующие партии:
- Новые идеи (NI, правоцентристы) — 56 мест;
- Националистический республиканский альянс (ARENA, правые) — 12 мест;
- Широкий альянс за национальное единство (GANA, правоцентристы) — 5 мест
- Фронт национального освобождения имени Фарабундо Марти (FMLN, левые) — 4 места;
- Национальная коалиционная партия (PCN, правоцентристы) — 2 места;
- Христианско-демократическая партия (PDC, центристы) — 1 место;
- Наше время[англ.] (NT, центристы) — 1 место
- Вперёд[исп.] (VAMOS, правоцентристы) — 1 место
- Независимые — 2 места.

Председателем Законодательной ассамблеи Сальвадора с 1 мая 2021 является представитель NI Эрнесто Кастро.

## Иные законодательные органы
Сальвадор посылает 20 депутатов в Центральноамериканский парламент. Депутаты избираются по партийным спискам